# 1928 a jogalkotásban
1928-ban az alábbi jogszabályokat alkották meg:

## Magyarország

### Törvények
- 1928. évi I. törvénycikk  Egyes magánjogi pénztartozások bírói érvényesítésének felfüggesztésére, valamint egyes államadóssági kötvényekre vonatkozó határidők meghosszabbításáról
- 1928. évi II. törvénycikk A pengőértékben való kötelező számítással kapcsolatos egyes rendelkezésekről
- 1928. évi III. törvénycikk A vasúti árufuvarozás tárgyában Bernben 1924. évi október 23-án aláírt nemzetközi egyezmény becikkelyezéséről és az azzal kapcsolatos intézkedésekről
- 1928. évi IV. törvénycikk A vasúti személy- és poggyászfuvarozás tárgyában Bernben 1924. évi október hó 23-án aláírt nemzetközi egyezmény becikkelyezéséről és az azzal kapcsolatos intézkedésekről
- 1928. évi V. törvénycikk Az iparban, valamint némely más vállalatban foglalkoztatott gyermekek, fiatalkorúak és nők védelméről
- 1928. évi VI. törvénycikk A közúti gépjáróművek közúti célokra való megadóztatásáról
- 1928. évi VII. törvénycikk A záloglevelek és az 1897:XXXII. tc. hatálya alá tartozó kötvények biztosítására vonatkozó jogszabályok módosításáról és az ezzel kapcsolatban szükségessé vált intézkedésekről
- 1928. évi VIII. törvénycikk A Magyar Nemzeti Bank 1927. évi mérlegszerű feleslegének hovafordításáról
- 1928. évi IX. törvénycikk Egyes vármegyei törvényhatóságok területének változásairól
- 1928. évi X. törvénycikk A büntető igazságszolgáltatás egyes kérdéseinek szabályozásáról
- 1928. évi XI. törvénycikk Az Országos Ügyvédi Gyám- és Nyugdíjintézetről szóló 1908:XL. tc., 1914:LII. tc. és 1925:XX. tc. egyes rendelkezéseinek módosításáról és kiegészítéséről
- 1928. évi XII. törvénycikk Egyes magánjogi pénztartozások átértékeléséről
- 1928. évi XIII. törvénycikk Az országgyűlés felsőházáról szóló 1926:XXII. törvénycikk egyes rendelkezéseinek módosításáról és kiegészítéséről
- 1928. évi XIV. törvénycikk A tudományegyetemekre, a műegyetemre, a budapesti egyetemi közgazdaságtudományi karra és a jogakadémiákra való beiratkozás szabályozásáról szóló 1920. évi XXV. törvénycikk módosításáról
- 1928. évi XV. törvénycikk Az 1919. évben Washingtonban tartott Nemzetközi Munkaügyi Egyetemes Értekezlet által a munkahiány tárgyában tervezet alakjában elfogadott nemzetközi egyezmény becikkelyezéséről
- 1928. évi XVI. törvénycikk Az 1920. évben Génuában tartott Nemzetközi Munkaügyi Egyetemes Értekezlet által a tengeri munkára bocsátott gyermekek legkisebb korának megállapítása tárgyában tervezet alakjában elfogadott nemzetközi egyezmény becikkelyezéséről
- 1928. évi XVII. törvénycikk  Az 1921. évben Genfben tartott Nemzetközi Munkaügyi Egyetemes Értekezlet által a szénmunkára vagy fűtőmunkára bocsátható fiatalkorúak legkisebb életkorának megállapítása tárgyában tervezet alakjában elfogadott nemzetközi egyezmény becikkelyezéséről
- 1928. évi XVIII. törvénycikk Az 1921. évben Genfben tartott Nemzetközi Munkaügyi Egyetemes Értekezlet által a hajókon alkalmazott gyermekek és fiatalkorúak kötelező orvosi vizsgálata tárgyában tervezet alakjában elfogadott nemzetközi egyezmény becikkelyezéséről
- 1928. évi XIX. törvénycikk  Az állategészségügyről
- 1928. évi XX. törvénycikk A Magyar Földhitelintézetnek, a Kisbirtokosok Országos Földhitelintézetének és a Magyar Földhitelintézetek Országos Szövetségének adó- és illetékkedvezményeiről
- 1928. évi XXI. törvénycikk Az ipari záloglevelekről
- 1928. évi XXII. törvénycikk A polgári ügyekben a törvényszéki egyesbíráskodás hatályának meghosszabbításáról
- 1928. évi XXIII. törvénycikk Az Olasz Királysággal kötött, 1927. évi május hó 21-én Rómában kelt pénzügyi egyezmény és egyesség becikkelyezése tárgyában
- 1928. évi XXIV. törvénycikk Az Olasz Királysággal kötött egyenes adóügyi egyezmény becikkelyezéséről
- 1928. évi XXV. törvénycikk  A Szent Korona és a hozzátartozó drágaságok gondviseléséről
- 1928. évi XXVI. törvénycikk Az 1919. évben Washingtonban tartott Nemzetközi Munkaügyi Egyetemes Értekezlet által a fiatalkorúak éjjeli ipari munkája tárgyában tervezet alakjában elfogadott nemzetközi egyezmény becikkelyezéséről
- 1928. évi XXVII. törvénycikk Az 1919. évben Washingtonban tartott Nemzetközi Munkaügyi Egyetemes Értekezlet által a nőknek a szülés előtt és után való foglalkoztatása tárgyában tervezet alakjában elfogadott nemzetközi egyezmény becikkelyezéséről
- 1928. évi XXVIII. törvénycikk Az 1919. évben Washingtonban tartott Nemzetközi Munkaügyi Egyetemes Értekezlet által a nők éjjeli munkája tárgyában tervezet alakjában elfogadott nemzetközi egyezmény becikkelyezéséről
- 1928. évi XXIX. törvénycikk Az 1925. évben Genfben tartott Nemzetközi Munkaügyi Egyetemes Értekezlet által az üzemi balesetek kártalanítása tárgyában tervezet alakjában elfogadott nemzetközi egyezmény becikkelyezéséről
- 1928. évi XXX. törvénycikk Az 1925. évben Genfben tartott Nemzetközi Munkaügyi Egyetemes Értekezlet által a foglalkozási betegségek kártalanítása tárgyában tervezet alakjában elfogadott nemzetközi egyezmény becikkelyezéséről
- 1928. évi XXXI. törvénycikk Az 1925. évben Genfben tartott Nemzetközi Munkaügyi Egyetemes Értekezlet által az idegen és a saját honos munkavállalóknak az üzemi balesetek kártalanítása szempontjából egyenlő elbánásban részesítése tárgyában tervezet alakjában elfogadott nemzetközi egyezmény becikkelyezéséről
- 1928. évi XXXII. törvénycikk Az 1927. évben Genfben tartott Nemzetközi Munkaügyi Egyetemes Értekezlet által az ipar és a kereskedelem körében foglalkoztatott munkavállalóknak és a háztartási alkalmazottaknak betegségi biztosítása tárgyában tervezet alakjában elfogadott nemzetközi egyezmény becikkelyezéséről
- 1928. évi XXXIII. törvénycikk Az 1928/1929. évi állami költségvetésről
- 1928. évi XXXIV. törvénycikk  Az Ausztriával 1922. évi február hó 8-án kötött kereskedelmi egyezmény, valamint az 1926. évi április hó 9-én kötött és az 1926. évi XVIII. törvénycikkbe iktatott kereskedelmi pótegyezmény kiegészítésekép 1928. évi június hó 14-én aláírt kereskedelmi pótegyezmény becikkelyezéséről
- 1928. évi XXXV. törvénycikk A gyámságra és gondnokságra vonatkozó egyes kérdéseknek a Szerb-Horvát-Szlovén Királysággal való rendezéséről
- 1928. évi XXXVI. törvénycikk Az önkormányzati igazgatás folytonosságának biztosításáról
- 1928. évi XXXVII. törvénycikk Az Országos Pénzügyi Tanács megszüntetéséről
- 1928. évi XXXVIII. törvénycikk A gyujtószeradóról szóló 1921. évi XI. tc. egyes rendelkezéseinek módosításáról, illetve kiegészítéséről
- 1928. évi XXXIX. törvénycikk A közlekedés és átmenet szabadsága tárgyában Barcelonában az 1921. évben tartott általános értekezleten megállapított egyes okmányok becikkelyezéséről
- 1928. évi XL. törvénycikk Az öregség, rokkantság, özvegység és árvaság esetére szóló kötelező biztosításról
- 1928. évi XLI. törvénycikk A földbirtokrendezés befejezése végett szükséges rendelkezésekről
- 1928. évi XLII. törvénycikk Az 1928/29. költségvetési évben megvalósítandó beruházásokról
- 1928. évi XLIII. törvénycikk A hatásköri bíróság hatáskörének kiterjesztéséről és szervezetének módosításáról
- 1928. évi XLIV. törvénycikk A székesfővárosi törvényhatósági bizottság újjáalakításának elhalasztásáról
- 1928. évi XLV. törvénycikk Egyes külállamokkal való kereskedelmi és forgalmi viszonyaink rendezéséről